# Inga (plante)
Pour les articles homonymes, voir Inga.
Genre
Synonymes
- Affonsea A. St.-Hil[2].

Inga est un genre de plantes à fleurs dicotylédones de la famille des Fabaceae, sous-famille des Mimosoideae, originaire des régions tropicales du continent américain, qui contient près de 400 espèces. Ce sont des arbres dont les fruits sont des gousses, parfois à pulpe comestible.

## Étymologie
Le nom générique « Inga » proviendrait d'un terme de la langue des  Tupis, « in-gá », qui signifierait « trempé », peut-être en raison de la consistance de la pulpe aqueuse qui entoure les graines de certaines espèces,.

## Noms vernaculaires
Certaines espèces recherchées pour leurs fruits comestibles ont reçu divers noms vernaculaires, tels que « pois doux » aux Antilles, « pacaye / pacaï » et « sucrin » en Haïti, « pois sucré » en Guyane.

## Aire de répartition
L'aire de répartition du genre Inga est limitée aux régions tropicales d'Amérique, depuis le Mexique au nord jusqu'à l'Uruguay au sud.
Sa plus grande diversité d'espèces se situe d'une part en Amérique centrale, et d'autre part en Amérique du Sud dans le piémont des Andes en Colombie, en Équateur et au Pérou.
Les espèces d’Inga se rencontrent généralement dans les forêts pluviales des plaines et des montagnes, du niveau de la mer jusqu'à 3 000 mètres d'altitude.
Le genre Inga occupe un large éventail d'habitats, aussi bien sur des sols non inondés que sur des sols inondés de façon périodique ou permanente. Ces plantes sont souvent étroitement associées aux cours d'eau.
Les arbres du genre Inga ont été introduits dans beaucoup de régions tropicales à travers le monde, entre autres en Afrique et dans les Antilles.

## Utilisation
Les gousses de pois doux renferment plusieurs grosses graines incluses dans une chair blanche et cotonneuse. Cette pulpe sucrée, dont le goût rappelle la glace à la vanille (d'où le nom anglais de « ice cream bean »), est généralement mangée crue. Elle est particulièrement appréciée des enfants.

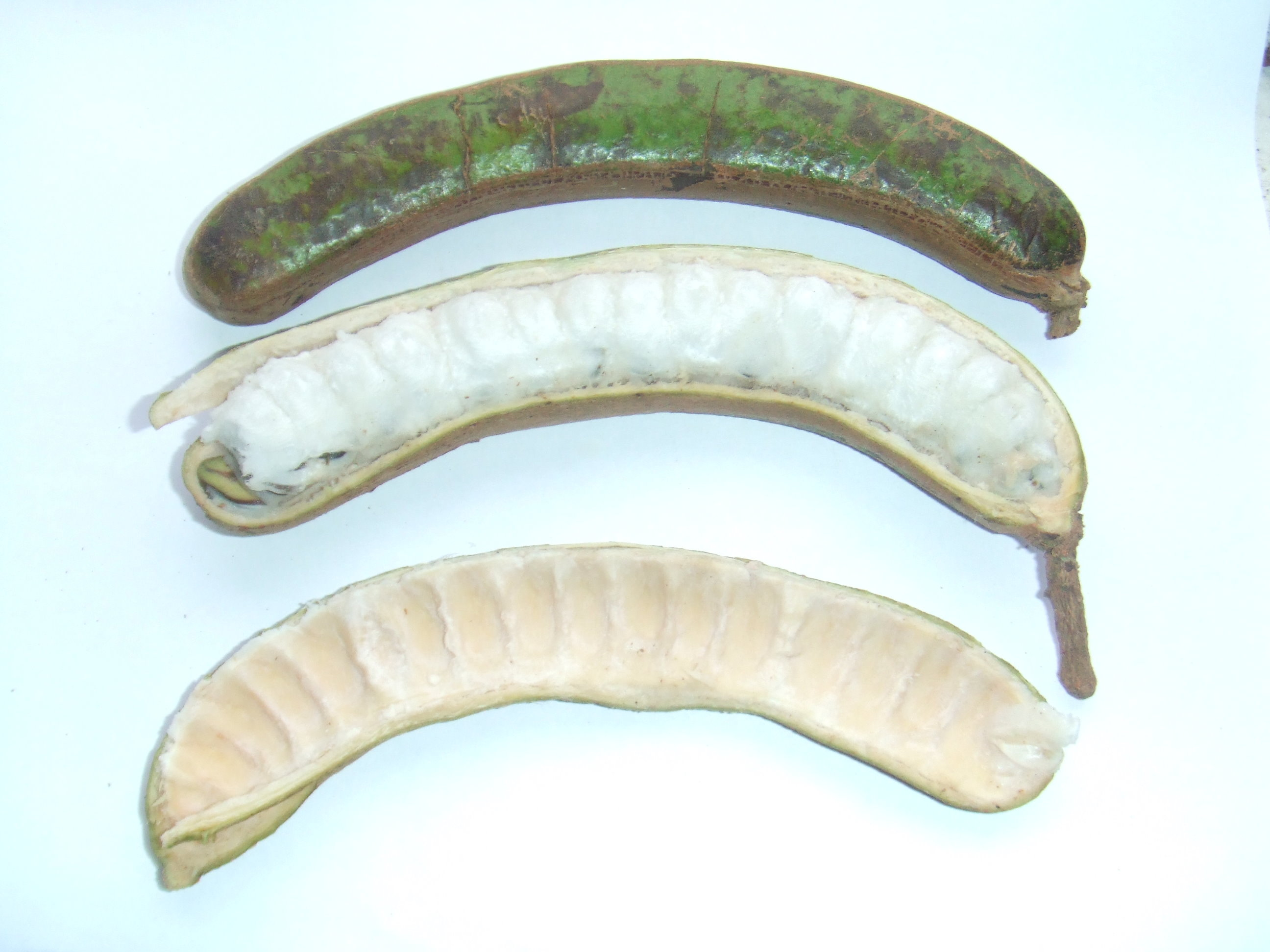
Fruit d’Inga (espèce indéterminée).

Ces arbres sont aussi utilisés pour faire de l'ombre dans les cultures de café et de cacao.
Dans les Caraïbes, d'après des témoignages, des paysans implantaient ces arbres en bordure de parcelle et taillaient les branches pour les utiliser comme paillage des cultures pour limiter le développement des mauvaises herbes et enrichir le sol en azote.

## Taxinomie
Selon The Plant List, on recense 381 espèces acceptées sur un total de 797 espèces décrites (290 synonymes et 126 non évalués).

### Principales espèces

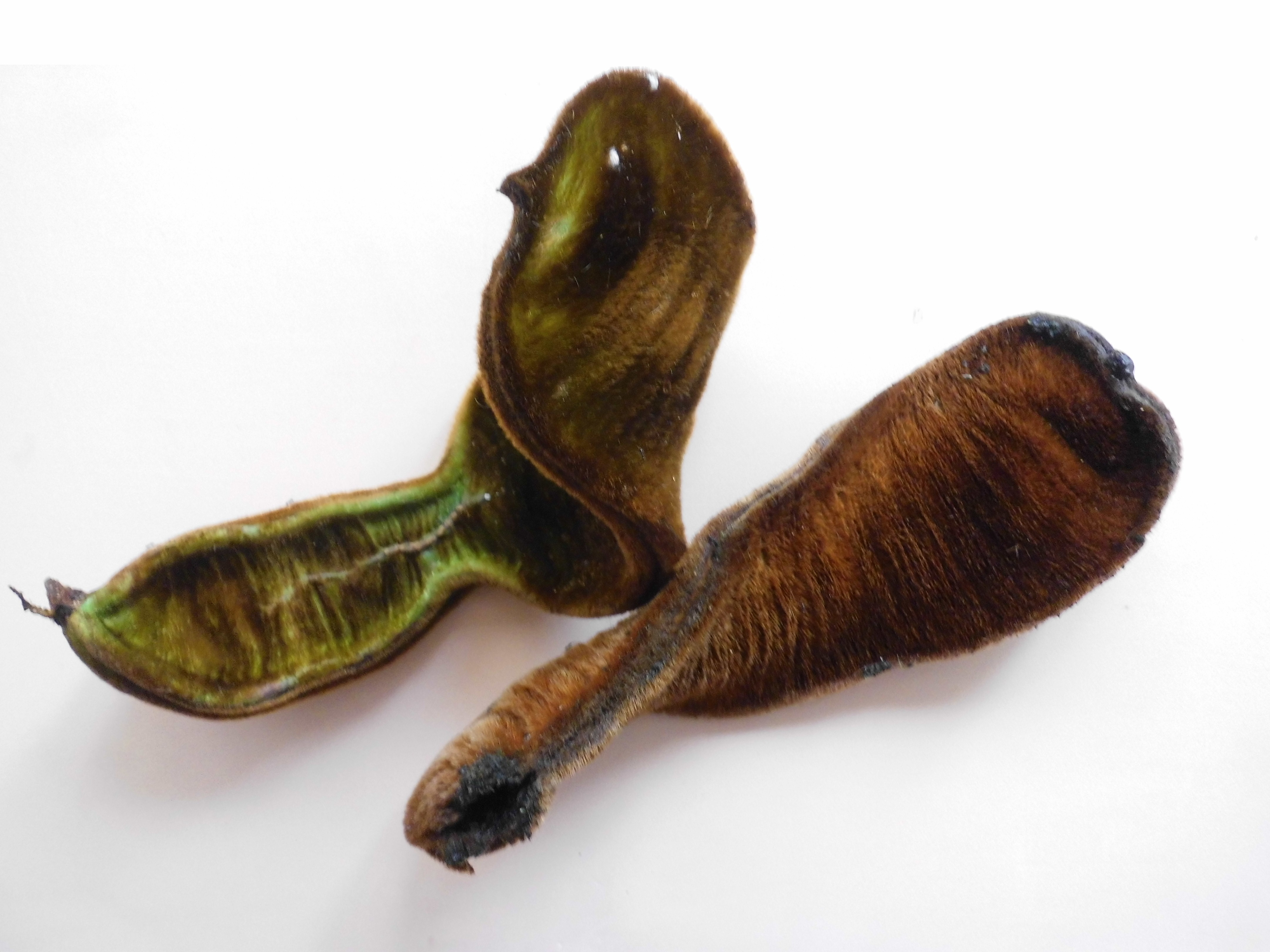
Gousses d’Inga fastuosa.

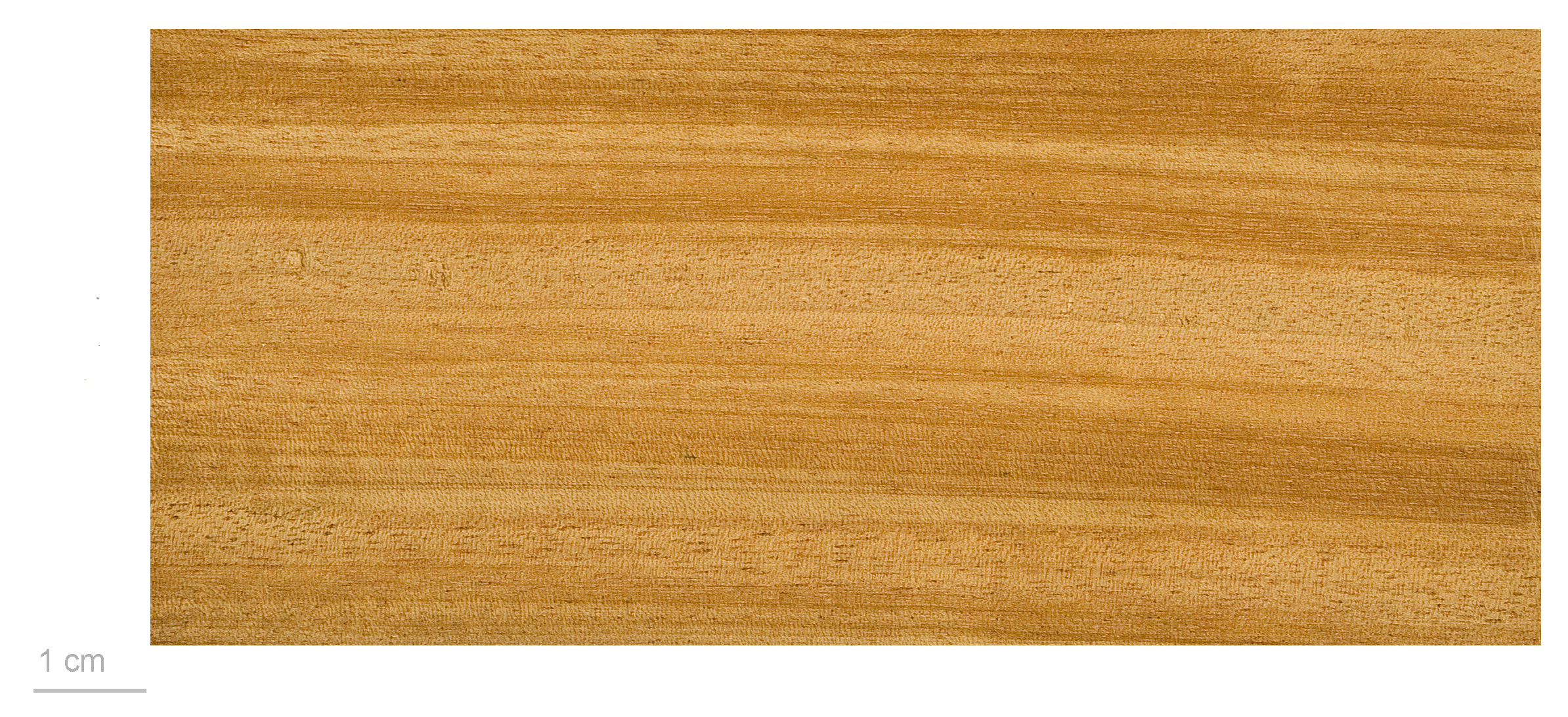
Aspect du bois poli d'une espèce d’Inga indéterminée.

Il existe de nombreuses espèces de pois doux, dont voici les principales :
- Inga edulis (syn. Inga vera) sucrin
- Inga feuilleei, pacay
- Inga ingoïdes,  pois-doux poilu, pois-doux gris
- Inga laurina,   pois-doux blanc
- Inga spectabilis
- Inga martinicensis, pois-doux montagne, endémique des Antilles
- Inga balsapambensis
- Inga microcalyx (Brésil).

### Espèces présentes en Guyane
On en compte une soixantaine d'espèces en Guyane :
- Inga acreana Harms
- Inga acrocephala Steudel
- Inga alata R. Benoist
- Inga alba (O.P. Swartz) C.L. Willdenow
- Inga albicoria O. Poncy
- Inga auristellae Harms
- Inga bourgoni (J.B. Aublet) A.P. De Candolle
- Inga brachystachys Ducke
- Inga bracteosa Bentham
- Inga capitata N.A. Desvaux
- Inga cayennensis Sagot ex Bentham
- Inga cinnamomea Spruce ex Bentham
- Inga cordato-alata Ducke
- Inga cylindrica Martius
- Inga disticha Bentham
- Inga edulis (Vellozo) Martius
- Inga fanchoniana O. Poncy
- Inga fastuosa (N.J. Jacquin) C.L. Willdenow
- Inga flagelliformis Martius
- Inga graciliflora Bentham
- Inga gracilifolia Ducke
- Inga grandiflora Ducke
- Inga heterophylla C.L. Willdenow
- Inga huberi Ducke
- Inga ingoides (L.C. Richard) C.L. Willdenow
- Inga java Pittier
- Inga jenmanii Sandwith
- Inga lateriflora Miquel
- Inga laurina (O.P. Swartz) C.L. Willdenow
- Inga leiocalycina Bentham
- Inga lomatophylla (Bentham) Pittier
- Inga longiflora Spruce ex Bentham
- Inga longipedunculata Ducke
- Inga loubryana O. Poncy
- Inga macrophylla Humb. & Bonpl. ex Willd.
- Inga marginata C.L. Willdenow
- Inga meissneriana Miquel
- Inga melinonis Sagot
- Inga mitaraka O. Poncy
- Inga multijuga Bentham
- Inga nobilis C.L. Willdenow
- Inga nouragensis O. Poncy
- Inga nubium O. Poncy
- Inga nuda Salzmann ex Bentham
- Inga obtusata Spruce ex Benth.
- Inga panurensis Spruce ex Bentham
- Inga paraensis Ducke
- Inga pezizifera Bentham
- Inga pilosula (L.C. Richard) Macbride
- Inga poeppigiana Bentham
- Inga pruriens Poepp. & Endl.
- Inga punctata C.L. Willdenow
- Inga retinocarpa O. Poncy
- Inga rhynchocalyx Sandwith
- Inga ricardorum Bernardi et Spichiger
- Inga rubiginosa (L.C. Richard) A.P. De Candolle
- Inga sarmentosa Glaziou ex Harms
- Inga sertulifera De Candolle
- Inga spectabilis (Vahl) Willd.
- Inga splendens C.L. Willdenow
- Inga stipularis De Candolle
- Inga striata Bentham
- Inga suaveolens Ducke
- Inga thibaudiana De Candolle
- Inga tubaeformis R. Benoist
- Inga umbellifera (M. Vahl) Steudel ex A.P. De Candolle
- Inga vera C.L. Willdenow subsp. affinis (DC.) T.D. Pennington
- Inga virgultosa (M. Vahl) N.A. Desvaux